# Захаров, Егор Александрович
Егор Александрович Захаров (1 марта 1996, с. Улыбино, Новосибирская область, Россия) — российский военнослужащий, майор, командир 8-й мотострелковой роты 3-го мотострелкового батальона 35-й отдельной гвардейской мотострелковой бригады 41-й гвардейской общевойсковой армии Центрального военного округа. Герой Российской Федерации (2024).

## Биография
Родился 1 марта 1996 года в селе Улыбино Новосибирской области.
С детского возраста начал заниматься спортом, в точности лыжными гонками. На спорт повлияли его родители. Был зачислен в сборную команду региона, многократно участвовал в различных спортивных соревнованиях по данному виду спорта. В 2015 году ему было присвоено спортивное звание Мастера спорта России по лыжным гонкам.
В 2014 году, после того, как Захаров окончил среднюю школу своего родного села, поступил в педагогический институт на факультет физической культуры.
В 2015 году был призван на срочную службу в Вооружённые силы Российской Федерации. В 2016 году после года службы поступил в Новосибирское высшее военное командное училище. По окончании училища, с 2021 года Захаров проходил службу офицером в мотострелковых частях. С 2022 года принимает участие в вооружённом вторжении России на Украину. Участвовал в боях за ДНР. Был неоднократно ранен.
В сентябре 2024 года назначен начальником штаба мотострелкового батальона.
В 2024 году после присвоения Захарову звания Героя Российской Федерации, медаль «Золотая Звезда» была мужчине вручена 21 августа 2024 года министром обороны Российской Федерации А. Р. Белоусовым в Национальном центре управления обороной Российской Федерации.

## Звания и награды
- Герой Российской Федерации (27 июля 2024); Указом Президента Российской Федерации «закрытым» за мужество и героизм, проявленные при исполнении воинского долга, майору Захарову Егору Александровичу присвоено звание Героя Российской Федерации с вручением знака особого отличия — медали «Золотая Звезда»[2][3][4][5].
- Орден Мужества.
- Медаль «За отвагу» (2).
- Медаль «За боевые отличия».
- Медаль «За отвагу» (ДНР).
- Наградное оружие (пистолет Макарова, 2024).

### Спортивные достижения
- Мастер спорта России по лыжным гонкам (26 июня 2015)[6].